# 館山信用金庫
館山信用金庫（たてやましんようきんこ、英語:Tateyama Shinkin Bank）は、千葉県館山市に本店を置く信用金庫である。略称は「たてしん」。ATMでは、他の信用金庫カードによる入出金・千葉興業銀行カードによる出金は自信金扱いとなる。
2018年度決算による自己資本比率は、14.98％。

## 沿革
- 1928年10月 - 有限責任北条館山信用組合を設立する。
- 1933年4月 - 保証責任館山信用組合に組織変更する。
- 1940年2月 - 保証責任館山市信用組合に名称変更する。
- 1951年2月 - 館山信用組合に名称変更する。
- 1951年12月 - 信用金庫法施行により館山信用金庫に改組・名称変更する。